# Żleb Pitnej Wody

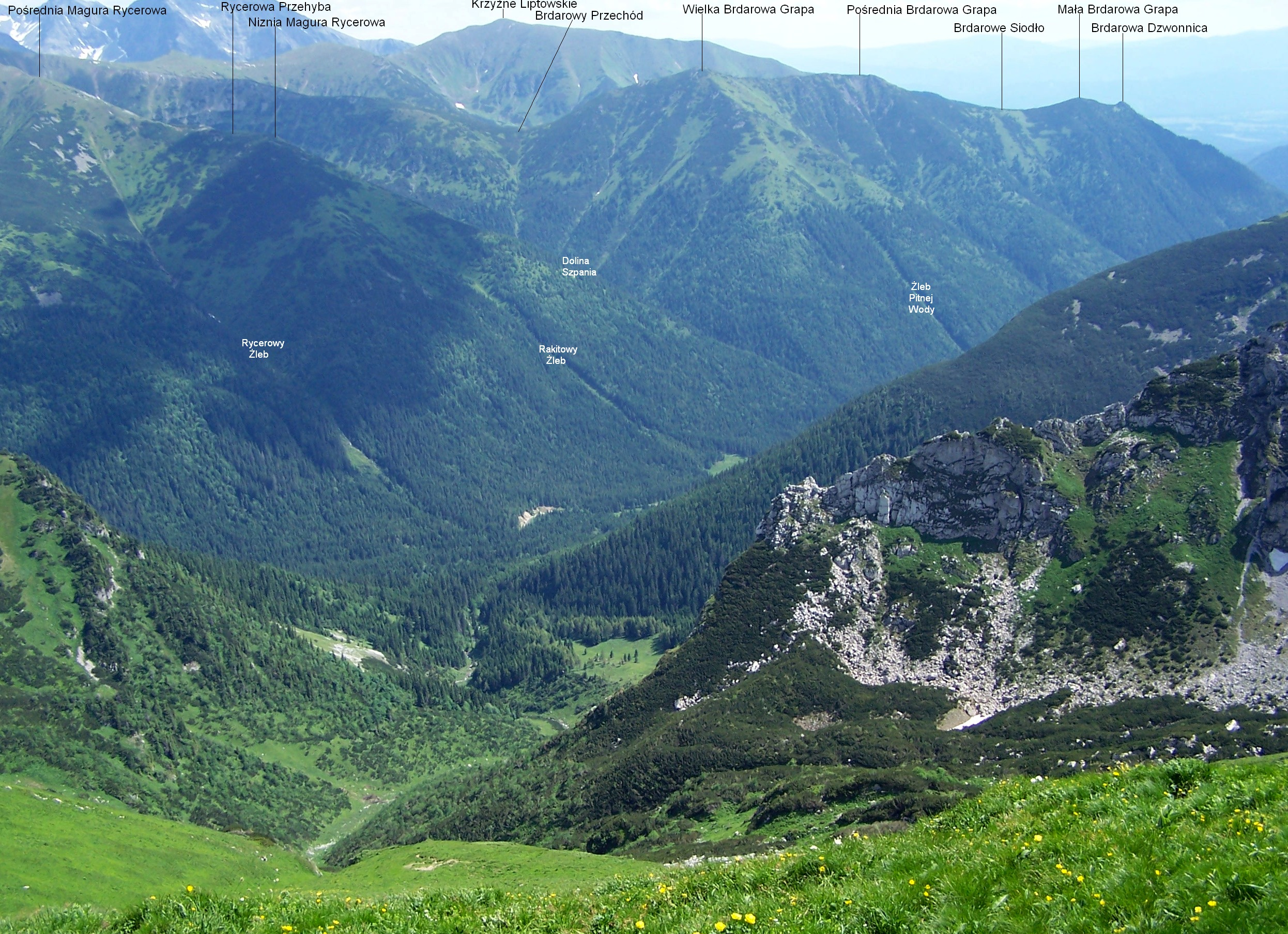
Widok z głównej grani Tatr

Żleb Pitnej Wody (słow. Žľab pitnej vody) – żleb w Liptowskich Kopach w słowackich Tatrach. Wcina się w północno-zachodnie stoki Wielkiej Brdarowej Grapy i opada na dno Doliny Cichej Liptowskiej nieco powyżej Ubogich Polan z leśniczówką Tatrzańskiego Parku Narodowego (chata Tábor). Od Ubogich Polan do wylotu żlebu jest około 5 minut pieszo.
Brdarowe Grapy to rozległy, dziki masyw, od 1949 r. będący obszarem ochrony ścisłej TANAP-u.